# ジェニーの肖像
『ジェニーの肖像』（ジェニーのしょうぞう、原題：Portrait of Jennie）は、1939年に発行されたロバート・ネイサンの小説。また、それを原作とする1948年のアメリカ映画。『ジェニイの肖像』や『ジェニィの肖像』と表記されることもある。

## ストーリー
ある日、貧しい画家イーベン・アダムスはニューヨークのセントラル・パークで昔の人のような服装をした不思議な少女ジェニーと出会う。彼女をモデルに描いた絵が認められ、アダムスは画家として芽が出かける。再びジェニーに出会ったアダムスは彼女が美しい女性に成長していることに驚く。

## 日本語訳
- 山室静訳『ジェニイの肖像』鎌倉書房、1950年。OCLC 674349172。
  - 山室訳『ジェニーの肖像』偕成社〈少女ロマン・ブックス10〉、1968年。OCLC 672584989。
  - 山室訳『ジェニイの肖像』ダヴィッド社、1958年。OCLC 673817504。
  - 山室訳『ジェニーの肖像』偕成社〈偕成社文庫4028〉、1977年3月。ISBN 978-4-0385-0280-4。
- 井上一夫訳『ジェニーの肖像』早川書房〈Hayakawa Pocket Books〉、1954年。OCLC 673424005。
  - 井上訳『ジェニーの肖像』早川書房〈ハヤカワ文庫NV90〉、1975年3月。ISBN 978-4-1504-0090-3。
- 大西尹明訳『ジェニーの肖像』東京創元社〈世界大ロマン全集 第60巻〉、1959年。OCLC 672686842。[1]
- 大友香奈子訳『ジェニーの肖像』東京創元社〈創元推理文庫〉、2005年5月。ISBN 4-48-856601-4。新訳版

## 映画

### キャスト
| 役名                                                  | 俳優                     | 日本語吹替                                                              |
| 役名                                                  | 俳優                     | NHK版                                                                   |
| ----------------------------------------------------- | ------------------------ | ----------------------------------------------------------------------- |
| イーベン・アダムス （貧しい画家）                     | ジョゼフ・コットン       | 渥美国泰                                                                |
| ジェニー・アップルトン （不思議な少女）               | ジェニファー・ジョーンズ | 白坂道子                                                                |
| ミス・スピニー （アダムスの描いた絵を気に入った婦人） | エセル・バリモア         | 中村たつ                                                                |
| マシューズ （画商）                                   | セシル・ケラウェイ       | 諏訪孝二                                                                |
| ガス・オトゥール                                      | デヴィッド・ウェイン     | 村越伊知郎                                                              |
| ジェケス夫人 （家主）                                 | フローレンス・ベイツ     | 遠藤晴                                                                  |
| マザー・メアリー・オブ・マーシー                      | リリアン・ギッシュ       |                                                                         |
| ナレーター                                            |                          | 伊藤惣一                                                                |
| 不明 その他                                           |                          | 中原郁江 千葉耕市 大川修二 上田敏也 池田よしゑ 財部宏子 千葉順二 矢田稔 |
| 日本語吹替版スタッフ                                  |                          |                                                                         |
| 演出                                                  | 演出                     | 福永莞爾                                                                |
| 翻訳                                                  | 翻訳                     | 蕨南千世子                                                              |
| 効果                                                  |                          |                                                                         |
| 調整                                                  |                          |                                                                         |
| 制作                                                  | 制作                     | 千代田プロダクション                                                    |
| 解説                                                  |                          |                                                                         |
| 初回放送                                              | 初回放送                 | 1970年1月25日 『劇映画』 14:20-15:46                                    |

### DVD
- 『ジェニーの肖像』 ビクターエンタテインメント/日本ビクター 映像ソフト事業部 2001年4月
- 『ジェニーの肖像』 ジュネス企画 2005年6月

他に『SF・ファンタジー映画の世紀』（別冊宝島1596 2009年1月 ISBN 978-4796669061）の付録として収録された。

### 作品の評価

#### 映画批評家によるレビュー
Rotten Tomatoesによれば、12件の評論のうち高評価は83%にあたる10件で、平均点は10点満点中7.65点となっている。

#### 受賞歴
| 映画祭・賞             | 部門           | 候補 | 結果       |
| ---------------------- | -------------- | --- | ---------- |
| アカデミー賞           | 撮影賞（白黒） | ジョセフ・オーガスト | ノミネート |
| アカデミー賞           | 特殊効果賞     | ポール・イーグラー J・マクミラン・ジョンソン ラッセル・シェアマン クラレンス・スリファー チャールズ・フリーマン ジェームス・G・スチュワート | 受賞       |
| ヴェネツィア国際映画祭 | 男優賞         | ジョゼフ・コットン | 受賞       |